# Nagoszyn
Nagoszyn – wieś w Polsce położona w województwie podkarpackim, w powiecie dębickim, w gminie Żyraków.
| SIMC    | Nazwa      | Rodzaj    |
| ------- | ---------- | --------- |
| 0839748 | Cieszęciny | część wsi |
| 0839754 | Kąt        | część wsi |
| 0839760 | Krzaki     | część wsi |
| 0839777 | Wola       | część wsi |

W latach 1954–1961 wieś należała i była siedzibą władz gromady Nagoszyn, po jej zniesieniu w gromadzie Bobrowa. W latach 1975–1998 miejscowość administracyjnie należała do województwa tarnowskiego.

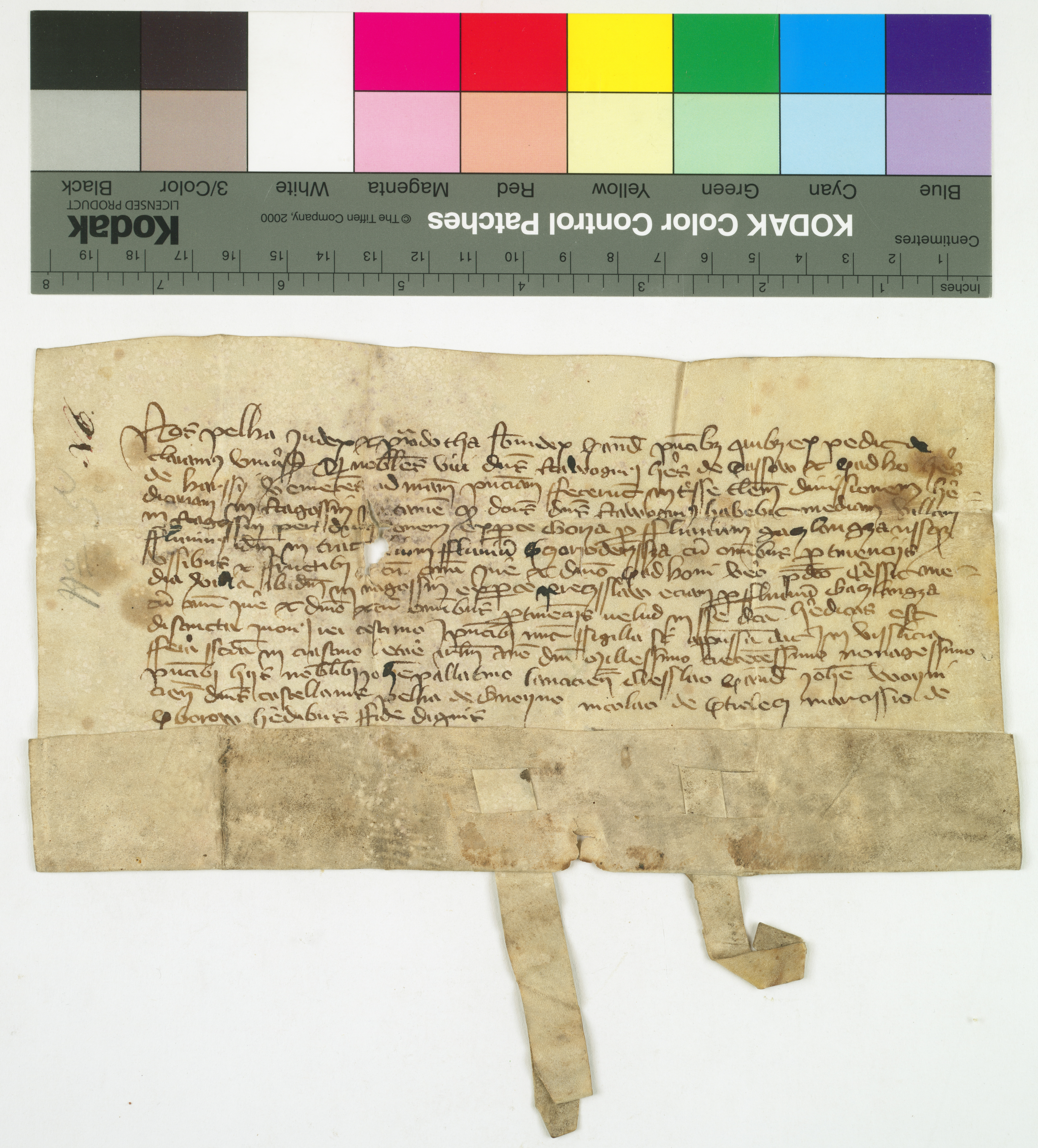
Zaświadczenie o podziale wsi Nagoszyn

Wieś wzmiankowana w 1390 roku. W Nagoszynie znajduje się erygowana w 1925 roku parafia św. Antoniego Padewskiego należąca do dekanatu Pustków-Osiedle. W miejscowości funkcjonuje szkoła podstawowa.
W Nagoszynie urodził się i wychował Adam Skwira jeden z przywódców strajku w Kopalni węgla kamiennego Wujek w 1981 roku.
W Nagoszynie na dziedzińcu kościoła znajduje się grobowiec rodziny Steczkowskich, w którym pochowany jest były minister skarbu oraz premier Królestwa Polskiego Jan Kanty Steczkowski.